# Arnold Ebel
Arnold Ebel (* 15. August 1883 in Heide (Holstein); † 4. März 1963 in Berlin) war ein deutscher Musikpädagoge und Komponist.

## Leben
Er war zunächst Lehrer und Organist in Tinglev Sogn (ehemals Nordschleswig) und besuchte auf Empfehlung von Rochus von Liliencron 1906 unter anderem die königliche Hochschule für Musik und studierte an der Berliner Universität Musikwissenschaften. Von 1909 bis 1911 war er Meisterschüler von Max Bruch. Danach Chordirektor und Organist des Johanniterordens in Berlin. 1911 heiratete er Minna Wilde, eine Konzert- und Oratoriensängerin. 1913 kam Tochter Maren auf die Welt, sie war das einzige Kind des Paares.
Seit 1919 war er Chordirektor und Organist an der Berliner Eliaskirche im Ortsteil Prenzlauer Berg, 1920 wurde er Vorsitzender des Berliner Tonkünstler-Vereins sowie der vereinigten Musikpädagogischen Verbände. 1921 trat er die Nachfolge von Arthur Egidi an der Paul-Gerhardt-Kirche in Berlin-Schöneberg an. 1922 wurde er Dirigent des Scheinpflugschen Chors in Berlin. Daneben war er von 1930 bis 1945 Lehrer an der Akademie für Kirchen- und Schulmusik, an der er seit 1939 als Professor für Komposition und Musiklehre wirkte.
In der Zeit des Nationalsozialismus passte er sich dem Regime an und vertonte verschiedene nationalsozialistische Lieder, die jedoch anfangs keinen Anklang fanden. So warf ihm die Musikkritik eine epigonale Brahms-Nachfolge vor, und die Nationalsozialistische Kulturgemeinde diffamierte ihn noch 1935 als Kulturbolschewist. Trotzdem trat Ebel zum 1. Mai 1937 der NSDAP bei (Mitgliedsnummer 5.846.831). Im selben Jahr dirigierte der aufstrebende Aachener Generalmusikdirektor Herbert von Karajan Ebels Symphonische Ouvertüre.
Ebel wurde 1938 Musikreferent und Musikzugführer im NSKK und schrieb für dieses verschiedene Märsche sowie Kriegslieder. 
Am 6. Dezember 1944 meldete sich Ebel als Freiwilliger zum Volkssturm.
Nach dem Ende des Zweiten Weltkriegs arbeitete Ebel zunächst als freischaffender Komponist in Berlin. Er gründete das Präsidium der Vereinigung der Landesverbände Deutscher Tonkünstler und Musiklehrer (VDTM) neu und wurde dessen Vorsitzender. Von 1953 bis 1955 war er Vorstandsmitglied des Deutschen Musikrats.
Er wirkte an Fachzeitschriften wie der „Allgemeinen Musikzeitung“ mit. 1951 gründete er die Arbeitsgemeinschaft der Berliner Schulmusikerzieher.
Ebel trat auch weiterhin als Komponist hervor, so vertonte er Gedichte von Friedrich Hebbel, Klaus Groth, Theodor Storm und anderen.
Neben der Ehrenbürgerschaft der Stadt Heide (seit dem 20. September 1953) hat Ebel 1959 die Mendelssohn-Plakette erhalten, die ihm während der Mendelssohn-Gedenkwoche in Leipzig verliehen wurde.

## Werke (Auswahl)
- Privatunterricht in der Musik. der Erlass des Preussischen Ministers für Wissenschaft, Kunst und Volksbildung vom 2. Mai 1925. Auf Veranlassung des „Reichsverbandes Deutscher Tonkünstler und Musiklehrer e.V.“ / herausgegeben und mit einer Einführung versehen von Arnold Ebel. Verlag der „Deutschen Tonkünstler-Zeitung“, Berlin 1925
- Der Spielmann. Ein Liederbuch für die deutsche Schule und fürs Haus. Hrsg. von Arnold Ebel und Wilhelm Witzke. Diesterweg, Frankfurt a. M. 1928
- Berliner Musikjahrbuch. Hrsg. von Arnold Ebel. Verlagsanstalt Deutscher Tonkünstler, Berlin und Leipzig 1926 (mehr nicht erschienen).

## Musikalische Werke (Auswahl)
- Symphonische Ouverture (Apassionata). Für großes Orchester op. 13. Simrock, Leipzig 1914
- Die Weihe der Nacht. Kantate für Bariton (oder Alt)-Solo, gemischten Chor und großes Orchester op. 19. Siegel, Leipzig 1913
- Requiem (nach Gebbel) für Sopransolo, gemischten Chor und großes Orchester op. 17. Siegel, Leipzig 1912
- Zehn Lieder aus dem Quickborn von Klaus Groth, für eine Singstimme und Klavier op. 20. N. Simrock, Hamburg - London
- Sechs kleine lyrische Stücke in leichter Spielart für Klavier zu 2 Händen op. 24. Rahter, Leipzig 1924
- Sonate für Violine und Klavier op. 37. Berlin: Verlagsanstalt Deutscher Tonkünstler 1928 (Sammlung neuer Meister 30)
- Sinfonietta giocosa. Für großes Orchester op. 39. Ries & Erler, Berlin 1929/1989
- Lieder der Zeit op. 47. Wilke, Berlin 1941
- Vorspiel zu einem Fest. Heitere Ouvertüre. Originalkomposition für Luftwaffenmusik. Wilke, Berlin 1942
- Kleine Sonate für Klavier zu zwei Händen. Edition Peters, Leipzig 1961